# Koppa(S.M.), Hungund
Koppa(S.M.) là một làng thuộc tehsil Hungund, huyện Bagalkot, bang Karnataka, Ấn Độ.